# Jun Yasumoto
Jun Yasumoto (安本淳, Yasumoto Jun) est un directeur de la photographie japonais.
Il est connu pour sa collaboration riche de huit films avec Mikio Naruse dont Filles, épouses et une mère et Une femme dans la tourmente.

## Biographie
Au cours de sa carrière, Jun Yasumoto a été directeur de la photographie de 113 films entre 1930 et 1975.

## Filmographie sélective
- 1935 : Le Pot d'un million de ryō (丹下左膳余話 百萬両の壺, Tange Sazen yowa : Hyakuman-ryō no tsubo?) de Sadao Yamanaka
- 1938 : La Légende du géant (巨人傳, Kyojin-den?) de Mansaku Itami
- 1954 : La Légende de Musashi (宮本武蔵, Miyamoto Musashi?) de Hiroshi Inagaki
- 1956 : Vampire Moth (吸血蛾, Kyuketsuga?) de Nobuo Nakagawa
- 1957 : Pays de neige (雪国, Yukiguni?) de Shirō Toyoda
- 1960 : Filles, épouses et une mère (娘・妻・母, Musume tsuma haha?) de Mikio Naruse
- 1960 : À l'approche de l'automne (秋立ちぬ,  Aki tachinu?) de Mikio Naruse
- 1960 : Courant du soir (夜の流れ, Yoru no nagare?) de Mikio Naruse et Yūzō Kawashima
- 1961 : Comme épouse et comme femme (妻として女として, Tsuma to shite onna to shite?) de Mikio Naruse
- 1962 : La Place de la femme (女の座, Onna no za?) de Mikio Naruse
- 1962 : Chronique de mon vagabondage (放浪記, Hōrōki?) de Mikio Naruse
- 1963 : L'Histoire de la femme (女の歴史, Onna no rekishi?) de Mikio Naruse
- 1964 : Une femme dans la tourmente (乱れる, Midareru?) de Mikio Naruse